# Ctenotus rawlinsoni
Ctenotus rawlinsoni là một loài thằn lằn trong họ Scincidae. Loài này được Ingram mô tả khoa học đầu tiên năm 1979.